# Triraphis tricolor
Triraphis tricolor är en stekelart som först beskrevs av Wesmael 1838.  Triraphis tricolor ingår i släktet Triraphis och familjen bracksteklar. Inga underarter finns listade i Catalogue of Life.